# Ejido San Salvador Acuexcomac
Ejido San Salvador Acuexcomac, även Ejido la Purisma, är en ort och före detta ejido i Mexiko, tillhörande kommunen Atenco i delstaten Mexiko. Ejido San Salvador Acuexcomac ligger i den centrala delen av landet och tillhör Mexico Citys storstadsområde. Orten hade 1 038 invånare vid folkräkningen 2010.